# Världspelaren
Världspelaren (även som generellt koncept kallad Axis mundi) är i olika mytologier en tänkt, kosmisk pelare kring vilken himlavalvet roterar. 
I nordisk mytologi finns föreställningar om en världspelare belagd hos sydgermaner och hos nordborna finns kring guden Tor föreställningar som pekar i samma riktning. Stolparna som omgav högsäten utformades som bilder av Tor med ”gudaspikar” eller reginnaglar i toppen, och antas vara återgivningar av den kosmiska världsbilden. Även guden Heimdall brukar ses som representant för världsordningen. Ett av hans tilltalsnamn var Hallinskide, ”den lutande staven” och varianter honom, världsträdet och världspelaren alternerar varandra hos olika cirkumpolära folk.